# Contea di Marijampolė
La contea di Marijampolė (in lituano Marijampolės apskritis) è una delle dieci contee della Lituania.
Dal 1º luglio 2010 ne sono stati soppressi gli organi amministrativi, dunque la contea ha solo valore statistico-territoriale.

## Comuni
La contea è divisa in 5 comuni. (Dati del 1º gennaio 2010)
- Comune di Kalvarija (13.162)
- Comune di Kazlų Rūda (14.189)
- Comune di Marijampolė (68.303)
- Comune distrettuale di Šakiai (35.507)
- Comune distrettuale di Vilkaviškis (47.204)